# Gara Roșiești
Gara Roșiești este o gară care deservește comuna Roșiești, județul Vaslui, România.